# Wiedlisbach
Wiedlisbach est une commune suisse du canton de Berne, située dans l'arrondissement administratif de Haute-Argovie.

## Géographie
La commune de Wiedlisbach s'étend sur 7,5 km2. Lors du relevé de 2013-2018, les surfaces d'habitations et d'infrastructures représentaient 22,9 % de sa superficie, les surfaces agricoles 46,9 %, les surfaces boisées 27,5 % et les surfaces improductives 2,7 %.

## Histoire

Photo aérienne prise à 300 m par Walter Mittelholzer (1925)

Sous l'Ancien régime, la commune faisait partie du bailliage de Bipp.

## Monuments et curiosités
- Le Château de Wiedlisbach, également appelé Petite cité, a été établi vers 1240 par les comtes de Frohburg. Il s’agit à l'origine d’un petit ensemble fortifié organisé autour d’une place centrale rectangulaire. La construction de maisons l'a divisée par la suite en deux ensembles de rues.
- Dans le Hinterstädtli, tour d'angle qui est un vestige des fortifications.
- Chapelle Sainte-Catherine fondée en 1338. L'édifice est orné de fresques du gothique tardif représentant des scènes de la vie de sainte Catherine, de sainte Dorothée, de la Passion et du Martyre des Dix Mille[4].
- Le grenier à céréales abrite un musée régional.

## Distinctions
Wiedlisbach est la troisième commune suisse récompensée par le Prix Wakker en 1974.